# Mauricio Sabillón
Mauricio Alberto Sabillón Peña (Quimistán, 11 novembre 1978) è un ex calciatore honduregno, di ruolo difensore.